# Vemuru
Vemuru est un village du district de Bapatla, dans l'État indien d' Andhra Pradesh. C'est le siège du Vemuru Mandal de la division des revenus de Bapatla,.

## Démographie
Selon le recensement de l'Inde de 2011, la population de la ville s'élève à 9,796, avec 4,850 hommes et 4,946 femmes. Le taux d'alphabétisation s'élève à 81.32%.

## Transport
APSRTC exploite des bus depuis Tenali sur la route Tenali – Kollur. La gare de Vemuru est située sur l'embranchement Tenali-Repalle du tronçon Guntur-Repalle . Il est administré par la division ferroviaire de Guntur des chemins de fer du centre-sud.